# Kenneth Ross MacKenzie
Kenneth Ross MacKenzie (n. 15 iunie 1912, Portland, Oregon, SUA – d. 3 iulie 2002, Los Angeles, California, SUA) a fost un fizican american care – împreună cu Dale R. Corson și Emilio Segrè – a descoperit în 1940 elementul astatin.
MacKenzie a obținut titlul de doctor în cadrul Laboratorului Național Lawrence Livermore, sub conducerea lui Ernest Lawrence. Alături de Lawrence și alți colegi, MacKenzie a contribuit la conceperea primului ciclotron.
A fost profesor de fizică la UCLA, unde, împreună cu Reg Richardson, a construit primul ciclotron la UCLA și mai târziu un bevatron. Pentru a suprima pierderile de electroni în plasmă, MacKenzie a creat surse de plasmă prin căptușirea pereților camerei de vid ce conțin magneți permanenți de polaritate alternantă; aceste sisteme sunt utilizate pe scară largă și în prezent. El a călătorit mai târziu în întreaga lume, ajutând la depanarea problemelor ciclotroanelor din diferite țări. Ulterior s-a dedicat studiului fizicii plasmei și a materiei întunecate.
Ca actor, a jucat roluri minore cu Yvonne De Carlo în Ride the Horse (1947), River Lady (1948) și Black Bart (1948).

## Legături externe
- Kenneth Ross MacKenzie la Internet Movie Database